# 쿠커스현

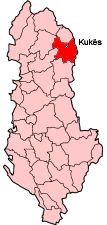
쿠커스 현의 위치

쿠커스현(알바니아어: Rrethi i Kukësit)은 알바니아를 구성하는 36개 현 가운데 하나로, 현청 소재지는 쿠커스이며 면적은 956km2, 인구는 64,000명(2004년 기준)이다. 행정 구역상으로는 쿠커스 주에 속한다.